# Virtual Reality Arcade
Virtual Reality Arcade (kurz: VR-Arcade) ist der Sammelbegriff für Einrichtungen, in denen Kunden gegen Entgelt Virtual-Reality-Headsets und andere Hardware und Peripherie für die virtuelle Realität (VR) nutzen können. Diese Hardware wird oft zur Darstellung von Computerspielen verwendet.

## Etymologie und rechtliche Einordnung
Andere Begriffe für Virtual Reality Arcade sind auch Virtual Reality Arena bzw. Halle, Café oder Spielplatz. Obgleich der Namensbestandteil Arcade (englisch für Spielhalle) eine Verwandtschaft zu klassischen Spielhallen nahelegt, sind Virtual Reality Arcades rechtlich gesehen weder als Spielhalle noch als Vergnügungsstätte zu bewerten.

## Beschreibung und Beweggründe für den Betrieb
Neben der Möglichkeit des Testens von VR-Brillen von potenziellen Käufern bieten VR-Arcaden gegenüber der heimischen Nutzung meist größere Flächen, spezielles Zubehör (z. B. spezielle Laufbänder und Sitze, Fahrgestelle, Fahrsimulatoren etc.) an. Des Weiteren können besondere Erfahrungen mit Effekten, anderen Mitspielern oder einem Bezug zu dem Ort geboten werden. Einige Betreiber bieten auch exklusive Spiele und Software an. Die meisten Hallen nutzen HTC-Vive-Brillen und bieten lizenzierte Spiele aus der Vertriebsplattform Steam an. Neben der VR-Arcade kann der Ort auch mit weiteren Aktivitäten wie einem Café, einer Ausstellung oder Fahrgeschäften verbunden sein.

## Entwicklung in Deutschland
Erste VR-Arcades gab es in  Deutschland bereits in den 1990er-Jahren, allerdings waren dieses aufgrund der schlechten Technik nicht lange von Bestand.
Die erste deutsche Virtual Reality Arcade wurde im September 2016 vom Nürnberger VR-Franchise „Virtuis“ eröffnet. Seit diesem Zeitpunkt eröffneten in einigen weiteren deutschen Städten Virtual Reality Arcades, wie etwa das „Holocafe“ in Düsseldorf oder die „VR Lounge“ in Saarbrücken. Im April 2017 folgte die erste VR-Arcade in Baden-Württemberg, der „VR Playspace“ in Karlsruhe. Im Dezember 2017 eröffnete in Mainz die nach eigenen Angaben mit 500 m² europaweit größte VR-Halle „VArea“.